# Uniwersytet Autonomiczny Entre Ríos
Uniwersytet Autonomiczny Entre Ríos (es. Universidad Autónoma de Entre Ríos UADER) – argentyński uniwersytet w Paranie.

## Historia
Uniwersytet został założony w dniu 8 czerwca 2000 roku przez złączenie ponad dwudziestu szkół wyższych, gimnazjów oraz szkół średnich. Do 2004 roku uczelnia składała się z czterech wydziałów:  Wydziału Nauk Humanistycznych, Artystycznych i Społecznych, Wydziału Nauki i Techniki, Wydziału Nauk o Zarządzaniu oraz Wydziału Nauk o Życiu i Zdrowiu. 21 grudnia 2012 r. odbyło się pierwsze Zgromadzenie Uniwersytetu, którego celem był wybór rektora i wicekanclerza przez głosowanie dziekanów i przedstawicieli klasztorów, którzy zostali uprzednio wybrani.